# Delophon carolinum
Delophon carolinum är en mångfotingart som beskrevs av Hoffman 1950. Delophon carolinum ingår i släktet Delophon och familjen Abacionidae. Inga underarter finns listade i Catalogue of Life.